# Relja Popović
Relja Popović, accreditato semplicemente come Relja (in serbo Реља Поповић?; Belgrado, 2 agosto 1989), è un cantante, rapper e attore serbo.

## Biografia
Relja Popović, figlio dell'ex ballerina al Teatro Nazionale di Belgrado Zoja Begoli (1949–2017) e dell'ex giornalista sportivo Srđan Popović (1964–1991), è cresciuto in un quartiere di Nuova Belgrado. Orfano di padre sin dalla tenera età di 2 anni, l'artista è stato allevato dalla madre.
Popović si è laureato all'Università Singidunum e si è dedicato allo studio della recitazione all'Accademia delle Arti di Belgrado. Lo stesso ha dichiarato di aver scoperto la passione per l'hip-hop sin da bambino, poiché il fratello maggiore Miša gli ha fatto conoscere artisti come Eminem, Jay-Z e Juice.
Relja ha iniziato una relazione con la cantante Nikolija Jovanović nel 2014, dopo aver collaborato con lei al singolo Alkohola litar in quanto membro dell'ex duo Elitni Odredi. I due musicisti sono diventati genitori di due figlie.

### Carriera musicale
Relja ha iniziato la sua carriera musicale professionale nel 2005 insieme all'amico d'infanzia Vladimir Matović, con il quale ha creato il duo Elitni Odredi. Insieme hanno conquistato l'attenzione del grande pubblico nel 2011, con i singoli Kao kokain e Beograd. Inoltre, sono stati tra i primi artisti urban ad esibirsi per la diaspora serba nell'Unione Europea e in Australia. La loro collaborazione è giunta al termine nel 2015, anno in cui hanno deciso di concentrarsi sui propri progetti.
Popović ha intrapreso la carriera da solista pubblicando il singolo Beograd još živi. Quest'ultimo è stato seguito da numerosi altri tra cui Crni sin, frutto di una collaborazione con Coby e Cvija, pubblicato nel 2016. Il video musicale della canzone, il quale ha raccolto ben oltre 50 milioni di visualizzazioni su YouTube, è stato considerato il più costoso realizzato dalla produzione IDJVideos. Relja e Coby, affiancati dalla cantante Stoja, hanno nuovamente lavorato insieme al brano Samo jako nel 2017.
Nel 2019, con l'uscita del singolo Princeza na belom, Relja ha annunciato il suo album di debutto Made In BLKN. Nel medesimo anno, ha tenuto il suo primo grande concerto da solista durante il festival musicale Ulaz a Belgrado. All'inizio del 2020 ha fondato l'etichetta discografica Made in BLKN Records, sotto la quale la prima canzone pubblicata è stata Maria. Nel 2021, l'azienda è stata ampliata anche a marchio di abbigliamento.
Negli anni a venire ha più volte duettato con Devito, presentando al pubblico Omađijala nel 2022. Il brano precitato ha raggiunto la seconda posizione nella classifica musicale Croatia Songs, mentre il suo video musicale ha raccolto 49 milioni di visualizzazioni su YouTube. Ispiratosi ai suoi primi lavori con Elitni Odredi, ha pubblicato con Nucci il brano Zovite doktore. Alla fine di agosto 2022, Popović si è esibito al Festival della settimana della musica a Ušće.
Nel corso dell'anno 2023, ha presentato al pubblico una serie di singoli e ha partecipato al primo album in studio del collega Devito con Htela je da zna. Grazie a queste nuove uscite e collaborazioni ha continuato a consolidare la sua presenza nella scena musicale balcana.
Nel 2024 ha lanciato Stro6eri, il suo primo EP composto da 6 brani, tra cui tre duetti con Aurah, Nucci e Djana. Successivamente, ha partecipato a Zamena za bol, il primo album in studio di Nucci, cantando insieme a lui la canzone Preko linije.

### Carriera nel mondo della recitazione e dello spettacolo
Relja ha debuttato sugli schermi all'età di 14 anni, prendendo parte nel 2003 al cortometraggio Dremano oko diretto da Vladimir Perišić. A distanza di 6 anni, ha partecipato al lungometraggio Obični ljudi. Per la sua interpretazione, ha vinto il premio come miglior attore al 19º Festival del cinema europeo orientale di Cottbus e al Festival del cinema di Sarajevo. È diventato così il più giovane destinatario del premio Heart of Sarajevo, il più alto assegnato in tutte le categorie di concorso del festival in questione. Successivamente è stato scelto per recitare nei film Parada e Videoteka.
Nel 2021, ha preso parte alla seconda stagione della serie drammatica Besa. L'anno seguente, insieme a Teodora Džehverović e Darko Dimitrov, è diventato membro della giuria e mentore del concorso musicale IDJ Show. La sua concorrente, Amna Alajbegović, è stata dichiarata vincitrice della stagione. Popović è stato riconfermato per rivestire il medesimo ruolo l'anno successivo.

## Discografia

### Album in studio
- 2021 – Made In BLKN
- 2025 – Hotel Jugoslavija

### EP
- 2024 – Stro6eri

### Singoli

#### Come artista principale
- 2015 – Beograd još živi
- 2015 – Hoću da se napijem
- 2015 – Opet te nema (con Boban Rajović)
- 2015 – Pakao od žene
- 2016 – Trošim pare
- 2017 – Lom
- 2017 – Samo jako (con Coby e Stoja)
- 2017 – Adrenalina
- 2018 – Latino Evropa
- 2018 – Dolce Vita
- 2018 – Mi amor
- 2021 – Oguccio sam je
- 2022 – Omađijala (con Devito)
- 2022 – Do zore (con Devito)
- 2022 – Dizajner
- 2022 – Zovite doktore (con Nucci)
- 2022 – Ljubi brat
- 2022 – Pati pati
- 2023 – Turira (con Rasta)
- 2023 – Fatalna
- 2023 – Hladno leto
- 2023 – Ola ola (con Devito)
- 2024 – Sve si znala
- 2024 – Mami mami (con DJ Link e Rasta)
- 2024 – Nemir (con Nataša Bekvalac)
- 2025 – Bez tebe

#### Come artista ospite
- 2016 – Crni sin (Cvija feat. Coby e Relja Popović)
- 2023 – Htela je da zna (Devito feat. Relja Popović)
- 2024 – Preko linije (Nucci feat. Relja Popović)

## Filmografia

### Cinema
- Dremano oko – Stefan (2003)
- Obični ljudi – Dzoni (2009)
- Parada – Vuk (2011)
- Videoteka – Sale (2023)

### Televisione
- Besa – serie TV, 10 episodi (2021) – Igi
- IDJ Show – talent show, 2 stagioni (2022, 2023) – Relja Popović

## Riconoscimenti

### Musica
- Music Awards Ceremony
  - 2020 –  Candidatura alla collaborazione trap dell'anno per Meduza (con Nikolija)
  - 2023 – Candidatura alla collaborazione new age dell'anno per Omađijala (con Devito)

### Cinema
- Sarajevo Film Festival
  - 2009 – Miglior attore in Obični ljudi
- Cottbus Film Festival of Young East European Cinema
  - 2009 – Attore eccezionale in Obični ljudi